# Szarbia Zwierzyniecka
Szarbia Zwierzyniecka – wieś w Polsce położona w województwie świętokrzyskim, w powiecie kazimierskim, w gminie Skalbmierz.
| SIMC    | Nazwa     | Rodzaj    |
| ------- | --------- | --------- |
| 0268056 | Gościniec | część wsi |
| 0268062 | Kresy     | część wsi |
| 0268079 | Owrotki   | część wsi |
| 0268085 | Piekło    | część wsi |
| 0268091 | Ulica     | część wsi |
| 0268100 | Zakrzówek | część wsi |
| 0268116 | Zarzecze  | część wsi |

W latach 1975–1998 miejscowość administracyjnie należała do województwa kieleckiego.